# Майкъл Ман (социолог)
Вижте пояснителната страница за други личности с името Майкъл Ман.
Майкъл Ман (на английски: Michael Mann) е английски и американски професор по социология в Калифорнийския университет в Лос Анджелис и гостуващ професор в Университета на кралицата в Белфаст. Ман има двойно гражданство – британско и американско.

## Биография
Роден е през 1942 г. Получава бакалавърска степен по модерна история в Оксфордския университет през 1963 г., след което защитава докторат по социология в същия университет през 1971 г. Преподава социология в Университета на Есекс. Между 1977 и 1987 г. е изследовател в Лондонското училище по икономика.
Ман е професор по социология в Калифорнийския университет в Лос Анджелис от 1987 г. Член е на редакционния съвет на списание Social Evolution & History. Гост професор в Кеймбриджкия университет.

## Творчество
През 1984 г. Ман публикува студията The Autonomous Power of the State: its Origins, Mechanisms, and Results в European Journal of Sociology, в която изследва деспотизма и бюрократизма на модерната държава.
Най-влиятелните трудове на Ман включват монументалната четиритомна The Sources of Social Power и монографията The Dark Side of Democracy, обхващаща целия 20 век. Публикува и книгата Incoherent Empire, в която атакува американското правителство заради неговата Война срещу тероризма като недодялан експеримент по неоимпериализъм. Книгата получава наградата на Фондация „Фридрих Еберт“ за 2004 г.

## Избрана библиография
- Consciousness and Action Among the Western Working Class 1981. ISBN 0-391-02268-7
- The Autonomous Power of the State. European Sociology Archives, 1984.
- The Sources of Social Power: Volume 1, A History of Power from the Beginning to AD 1760, Cambridge University Press, 1986. ISBN 0-521-30851-8
- The Sources of Social Power: Volume 2, The Rise of Classes and Nation States 1760 – 1914, Cambridge University Press, 1993. ISBN 0-521-44015-7
- Incoherent Empire, Verso, 2003. ISBN 1-85984-582-7
- Fascists. Cambridge: Cambridge University Press, 2004. ISBN 0-521-53855-6.
- The Dark Side of Democracy: Explaining Ethnic Cleansing. Cambridge: Cambridge University Press, 2005. ISBN 978-0-521-53854-1. [2][3]
- The Sources of Social Power: Volume 3, Global Empires and Revolution, 1890 – 1945, Cambridge University Press, 2012. ISBN 978-1-107-65547-8.
- The Sources of Social Power: Volume 4, Globalizations, 1945 – 2011, Cambridge University Press, 2012. ISBN 978-1-107-61041-5.